# خواكين بارترينا
خواكين بارترينا (بالإسبانية: Joaquín Bartrina)‏ شاعر وكاتب مسرحي إسباني وُلد في ريوس، في مقاطعة طراغونة في منطقة كتالونيا عام 1850. تطبعت أعماله بروح الدعابة وحذا حذو رامون دي كامبوأمور مع إضافة لمسة التشاؤم المادي، في عمله شيء. ارتبطت أعماله بالحركة الواقعية. ويعتبر واحدًا من الآباء المؤسسين لتيار الطليعية الأدبية في الأدب الكاتالوني. وتُوفي في برشلونة عام 1880.

## حياته
درس خواكين في ريوس. وساعد والده في مجال الأعمال التجارية وتراكمت عنده تجربة ثقافية كبيرة من خلال عمله التجاري. كان منظمًا ومديرًا مسرحيًا لمسرح الهواة الذي أسسه في مسقط رأسه في برشلونة. وفي المدينة ذاتها، كرس نفسه للكتابة الصحفية. كان تلميذًا في المدرسة الفلسفية الزائفة، التي كانت ضد الشعر الرومانسي. كان لدى خواكين بارترينا بعض الشكوك الفلسفية ونفس اتجاه النظرية المادية، حتى أنه كان يتطابق مع الفلسفة الزائفة للشاعر الإسباني رامون دي كامبوأمور. ولذلك سعى إلى غناء وكتابة الشعر عن التطورات العلمية لعلم وظائف الأعضاء والميكانيكا، وكان نتاج ذلك، ظهور أعماله ذات طابع غريب وأصلي في الوقت ذاته. وأدت كتابته النثرية الوضعية إلى تمهيد الوصول إلى أدب الطليعية والمستقبلية. كان بارترينا يرغب بالتقنيات التي يملكها أن يقوم بتهويل الصراع أسلوبيًا بيت العقل والشعور، أو بعبارة أخرى، كما أردف الكاتب بين الوضعية والإيمان.

## أعماله
- أعمال شعرية ونثرية لدون خواكين بارترين.[4]

### الشعر الغنائي
- صفحات من الحب، نُشرت في ريوس.
- شيء، نُشرت في برشلونة عام 1876.[5]

### االمسرحية
- سيدة الكاميليا
- تينوريو الجديد[6]